# Diarhabdosia rosea
Diarhabdosia rosea là một loài bướm đêm thuộc phân họ Arctiinae, họ Erebidae.